# Csizmakészítő Ipartársulat székháza
A marosvásárhelyi Csizmakészítő Ipartársulat székháza a Főtér délkeleti oldalán áll. 1890-ben épült neobarokk stílusban, az 1948-as államosításig szálloda és étterem működött itt.

## Története
A csizma- és lábbelikészítő mesterek céhe volt az egyik legnagyobb és leggazdagabb céh a városban, az ő nevükhöz fűződik a marosvásárhelyi vár egyik bástyájának építése és védelme is (Vargák bástyája). 1537-ben alakultak, szabadalmi levelüket 1620-ban kapták meg Bethlen Gábor fejedelemtől, szabályzatuk 1624-ből maradt fenn. A céhek 1873-as felszámolása után a mesterek ipartársulatokba tömörültek.
A Csizmakészítő Ipartársulat székháza 1890-ben épült fel Nagy Győző tervei alapján, Soós Pál építőmester irányításával. Részben szállodai rendeltetéssel épült, itt működött a Központi Szálloda és Étterem, a társulat csak néhány emeleti helyiséget tartott fenn iroda gyanánt. Az udvaron beszálló és istálló is volt, továbbá nyitott sörözőterasz. 1896-ban emléktáblát avattak a bejárat belső falán a millennium alkalmából.
A román hatalomátvétel után az épület rendeltetése nem változott, azonban az 1948-as államosításkor az éttermet mozivá alakították (Select), a homlokzati nyílásokat kibontották, a másik udvari szárny földszintjén cukrászdát rendeztek be. 1982-ben visszaállították eredeti homlokzatát, a rendszerváltás után a mozi megszűnt, az épületet lakások, irodák, üzlethelyiségek foglalják el.

## Leírása
U alakú épület két hosszú udvari szárnnyal, stílusa neobarokk, reneszánsz elemekkel. Homlokzata öt tengelyes, a középső tengely földszinti részét falsávok határolják, melyeken Atlasz-szobrok tartják az emeleti erkélyt. Az emeleti, félköríves ablakokat ión fejezetes oszlopok fogják közre. A főpárkány fölötti ballusztersort középen attika töri meg, melyen a szálloda nevére utalva Központi felirat állt; efölött szobrok által közrefogott díszes pajzs látható, mely az 1890-es évszámot hordozza.
A kapualjban márványtábla áll, melynek felirata A honfoglalás ezeréves magyar nemzeti nagyünnepének emlékére a Csizmakészítő Társulat, Marosvásárhelyt 1896.